# 施佳懿
施佳懿（1983年9月2日—），出生于中国的新加坡足球运动员，司职中场。

## 俱乐部生涯
施佳懿出生于上海，曾在上海闸北体校接受足球训练，之后曾在上海中远等几家中国足球俱乐部的青年队试训，但都没有得到留队的机会。2002年底。他接受新麒足球俱乐部的邀请，前往新加坡职业足球联赛开始职业足球生涯。他在新加坡表现出色，2004年中被招入由新加坡U-23国家队成员组成的幼狮足球队，以外援的身份参加联赛，并在2004赛季获得新加坡足球联赛最佳年轻球员的荣誉。2006年，年满23岁的施佳懿离开幼狮队，加盟内政联，在队中一直占据主力位置，至2010赛季已经为内政联队联赛出场112次，打进31球。

## 国家队生涯
由于新加坡在移民方面有吸收人才计划，施佳懿也因此在2005年6月获得了新加坡国籍。2005年10月11日，他在和柬埔寨的东南亚运动会比赛中第一次代表新加坡国家队出场。2007年10月8日，他在和巴勒斯坦的2010年世界杯外围赛中就貢獻兩顆進球，也帮助新加坡队4比0击败对手，这也是他首次代表新加坡国家队进球。

## 荣誉

### 俱乐部
内政联
- 新加坡杯冠军：2011

勇士
- 新加坡职业足球联赛冠军：2014

### 国家队
新加坡国家队
- 亚细安足球锦标赛冠军：2007，2012